# Richmond (Virginia)
Richmond ist die Hauptstadt des US-Bundesstaates Virginia in den Vereinigten Staaten und ist Sitz der Virginia Commonwealth University. Das U.S. Census Bureau hat bei der Volkszählung 2020 eine Einwohnerzahl von 226.610 ermittelt.
Während des Amerikanischen Bürgerkrieges 1861 bis 1865 war Richmond Hauptstadt der Konföderation.

## Geographie
Richmond liegt am James River, ca. 150 Kilometer flussaufwärts von dessen Mündung in der Chesapeake Bay. Die Lage der Stadt ist geprägt vom Übergang des Atlantischen Tieflandes in das Hügelland des Piedmont, welches den Appalachen vorgelagert ist.

Satellitenaufnahme von Richmond

## Geschichte

### 17. und 18. Jahrhundert
Kapitän Christopher Newport setzte den ersten englischen Erkundigungstrupp 1607 in der Umgebung ab, die später nach einem Vorort Londons benannt werden sollte. Bis zu diesem Zeitpunkt war das Gebiet im Besitz von Indianern, die zur Powhatan-Konföderation gehörten.
Nach zwei erfolglosen Versuchen, an diesem natürlichen und vorzüglichen Platz für Handel und Verkehr eine Niederlassung zu gründen, hatten die Siedler schließlich mehr Glück. Um 1644 zog das neu erbaute Fort Charles als Sicherheitsfaktor mehr Siedler an. Schon bald prosperierte die Gemeinde als Handelsposten für Pelze, Tierhäute und Tabak.
Die eigentliche Stadt wurde erst 1737 durch Oberst William Byrd II. begründet. Dieser hatte die zwei Parzellen auf den Seiten des James River von seinem Vater geerbt und wurde somit zum Gründungsvater Richmonds. Sein Freund William Mayo kartographierte Richmond und die ersten Grundstücke fanden ihre Käufer.
Lediglich 250 Einwohner bevölkerten Richmond 1742, als es seine Stadtrechte erhielt. Im Unabhängigkeitskrieg wurde die Stadt zweimal gebrandschatzt. 1788 wurde sie anstelle von Williamsburg Hauptstadt von Virginia.

### 19. Jahrhundert

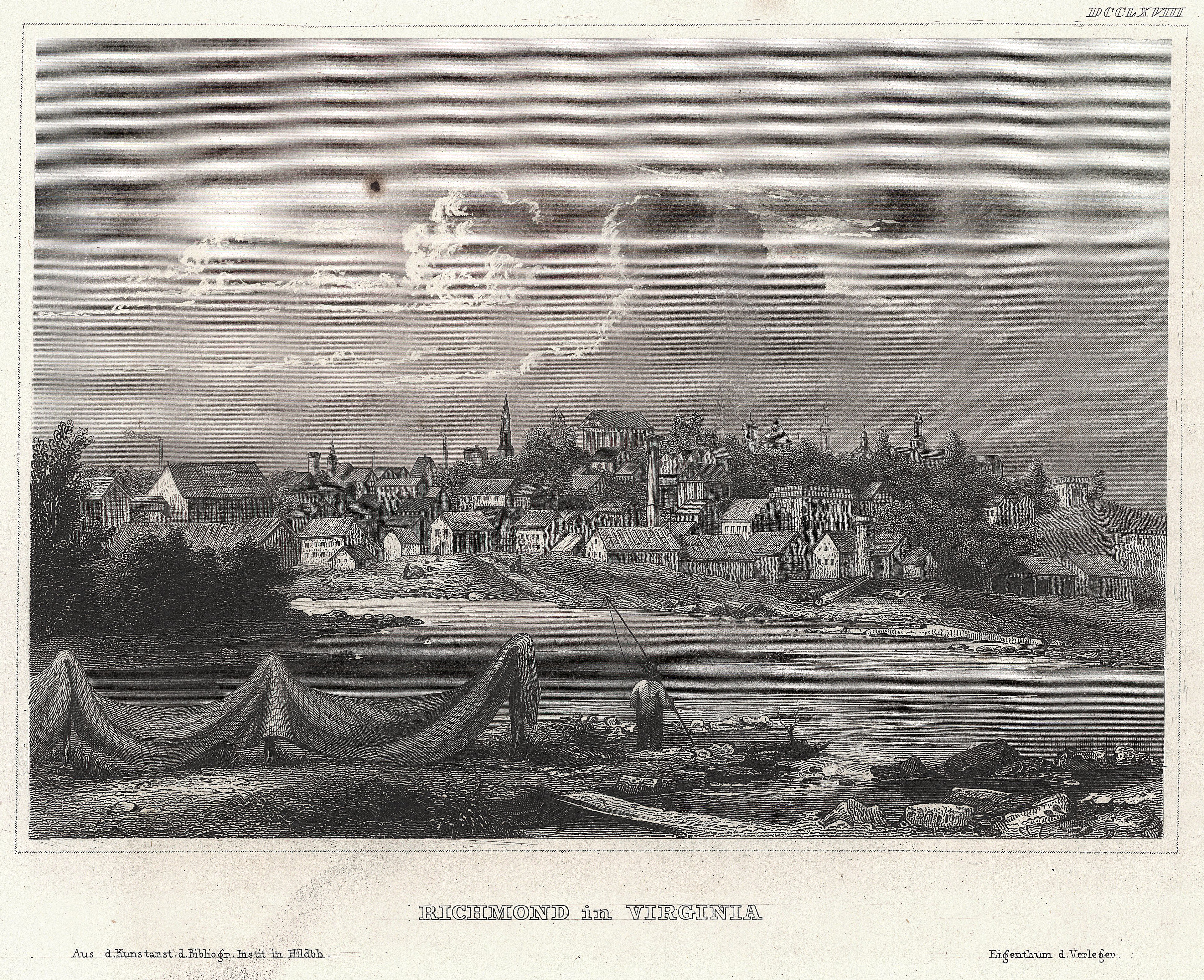
Blick auf Richmond, ca. 1857

Am 18. Dezember 1811 starb die Schauspielerin Elizabeth Poe in einem Richmonder Hotel und hinterließ neben zwei anderen Kindern den zweijährigen Edgar Poe, der als Pflegekind in die Familie des Tabakhändlers John Allan aufgenommen wurde. So wurde Richmond zur eigentlichen Heimatstadt des Dichters, der hierher immer wieder zurückkehrte.

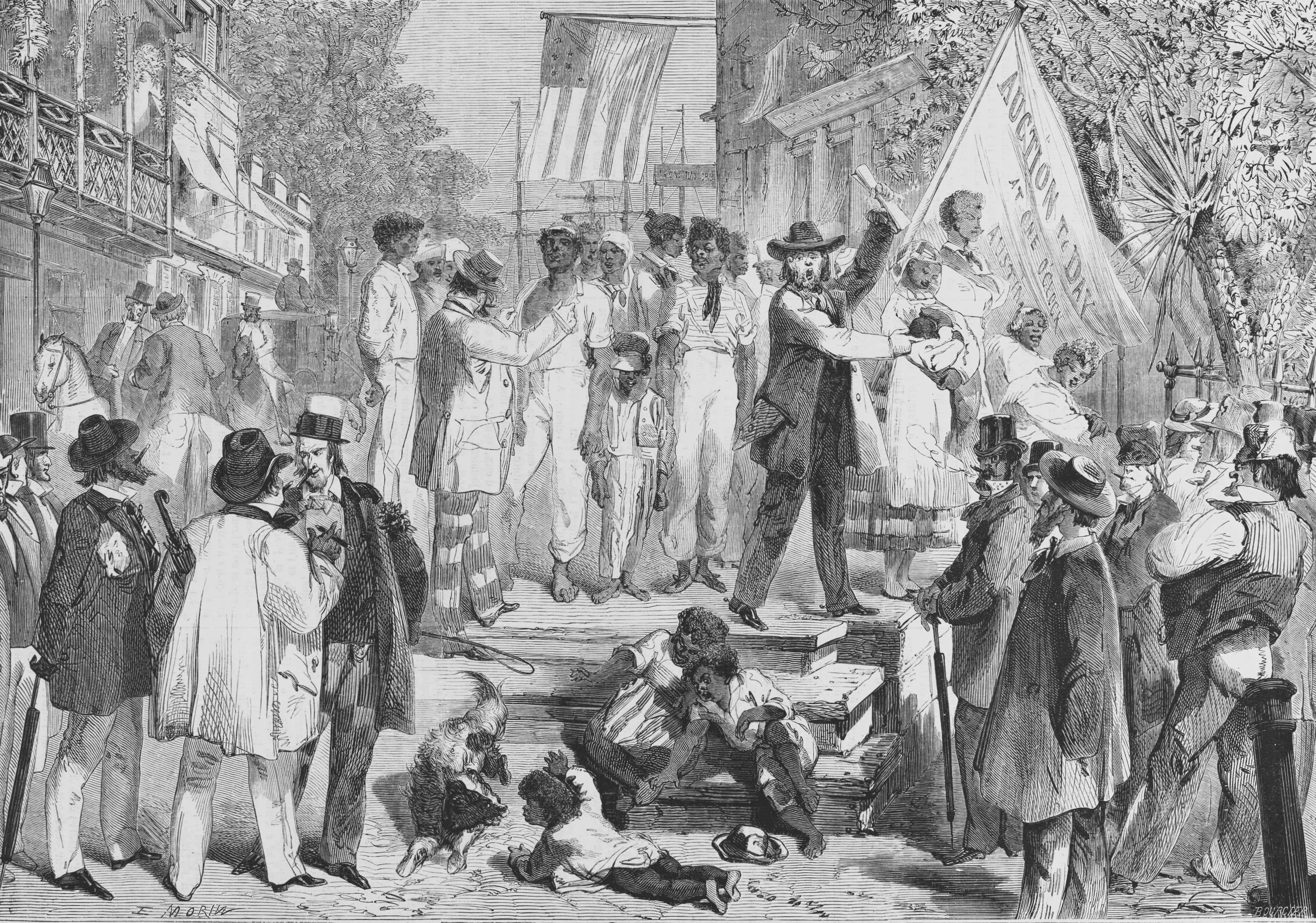
Verkauf schwarzer Sklaven in Richmond, 1861.

Nach dem Unabhängigkeitskrieg erholte sich die Stadt schnell und wuchs bis Mitte des 19. Jahrhunderts auf ca. 100.000 Einwohner. Sie galt als Metropole des Südens und löste daher 1861 Montgomery als Hauptstadt der Konföderation ab. Zudem befand sich hier mit den Tredegar Iron Works die wichtigste eisenproduzierende Firma des Südens. Militärstrategisch gleichermaßen exponiert wie Washington, war Richmond in den Jahren des Sezessionskrieges heftig umkämpft.

Das Weiße Haus der Südstaaten, Regierungssitz von Jefferson Davis.

Folgerichtig ergaben sich die Truppen der Südstaaten unter General Lee nur eine Woche nach dem Fall der Stadt am 3. April 1865. Richmond war fast vollständig durch einen verheerenden Brand im Zuge der Belagerung zerstört worden. Angeblich hatten konföderierte Soldaten der Union keine intakten Tabak- und Waffenvorräte hinterlassen wollen und daher die Lagerhäuser in Brand gesetzt. Richmond benötigte wie ganz Virginia Jahrzehnte, um sich einigermaßen von dem politischen und wirtschaftlichen Zusammenbruch zu erholen.
Im Jahr 1888 wurde bei der Einrichtung der ersten elektrischen Straßenbahn in Richmond, erstmals die von Frank Sprague entwickelte Stromzufuhr eingesetzt, die dem elektrischen Straßenbahnbetrieb erst zum weltweiten Durchbruch verhalf. Wegen ihrer Stangenstromabnehmer wurde die Bahn von der Bevölkerung Broomstick-Train (Besenstielzug) genannt.

### 20. Jahrhundert
Früher als in Europa begann sich der Individualverkehr in den USA bereits in den 1920er Jahren massenhaft auszubreiten. So wurde die Straßenbahn in Richmond, wie in vielen anderen Städten der USA auch, zunehmend vernachlässigt. Im Jahre 1949 wurde die letzte Straßenbahn durch eine Buslinie ersetzt. 1958 wurde schließlich die erste Autobahnstrecke von Virginia, der Richmond-Petersburg Turnpike fertiggestellt, der Richmond in der Nähe des Stadtzentrums und unmittelbar neben dem alten Hauptbahnhof, Main Street Station durchquert. Im Zuge des weiteren Ausbaus der Interstate Highways wurde die Strecke zu einer Teilstrecke des Interstate 95.
2004 wurde die Main Street Station, nach zirka drei Jahrzehnten des Verfalls und Leerstandes, renoviert und dient nun wieder dem (lokalen und regionalen) Zugverkehr. Bei dem Gebäude, dessen Schicksal bis zuletzt ungewiss war, handelt es sich um eines der ältesten noch erhaltenen Bahnhofsgebäude der USA. 

## Wirtschaft
Die Metropolregion von Richmond erbrachte 2016 eine Wirtschaftsleistung von 80,7 Milliarden US-Dollar und belegte damit Platz 42 unter den Großräumen der USA. Die Arbeitslosenrate in der Metropolregion betrug 3,0 Prozent und lag damit unter dem nationalen Durchschnitt von 3,8 Prozent (Stand: Mai 2018). 
Das persönliche Pro-Kopf Einkommen liegt 2016 bei 51.685 US-Dollar, womit Richmond ein überdurchschnittliches Einkommensniveau besitzt.
Richmond ist ein bedeutendes Banken- und Finanzzentrum (Sitz einer Federal Reserve Bank) und traditionell Sitz vieler Anwaltskanzleien. Die Stadt ist ein Sammelbecken für mehrere Unternehmen der US-Tabakindustrie. Hierzu zählen die Altria Group und deren Tochter Philip Morris USA sowie der Händler von Rohtabak Universal Corporation. Die U.S. Smokeless Tobacco Company, heute ein Tochterunternehmen von Altria, ist ebenfalls in Richmond beheimatet.

## Verkehr
Die Luftanbindung Richmonds erfolgt über den Richmond International Airport, von dem aus zahlreiche nationale Verbindungen bestehen.
Der Zugverkehr mit den Fernzügen der Amtrak wurde (und wird bis auf weiteres noch) seit 1975 über die in einem Vorort gelegene Staples Mill Road Station abgewickelt.
Der Nahverkehr in Richmond besteht aus diversen durch die Greater Richmond Transit Company betriebenen Buslinien. Er kann bis Juli 2026 kostenfrei benutzt werden.

## Sehenswürdigkeiten

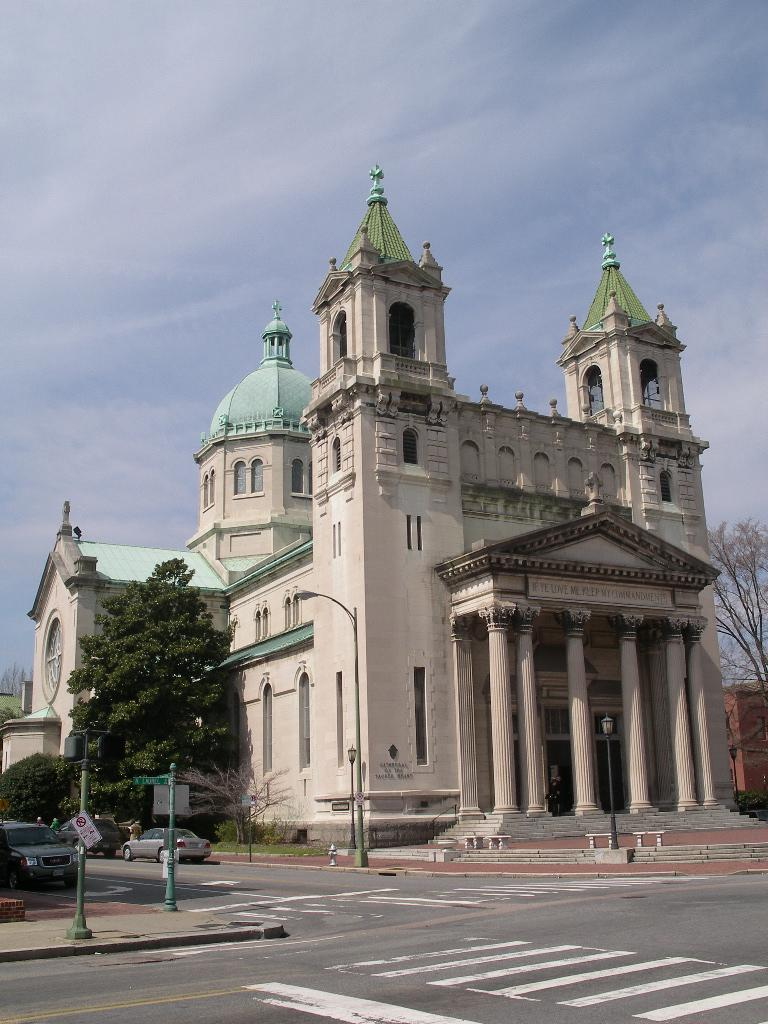
Kathedrale von Richmond am Monroe Park

- Belle Isle, eine kleine Insel im James River, dient als Stadtpark und ist ein beliebtes Ausflugsziel für Spaziergänger und Fahrradfahrer. Während des Sezessionskrieges wurde auf der Insel ein Gefängnislager errichtet.

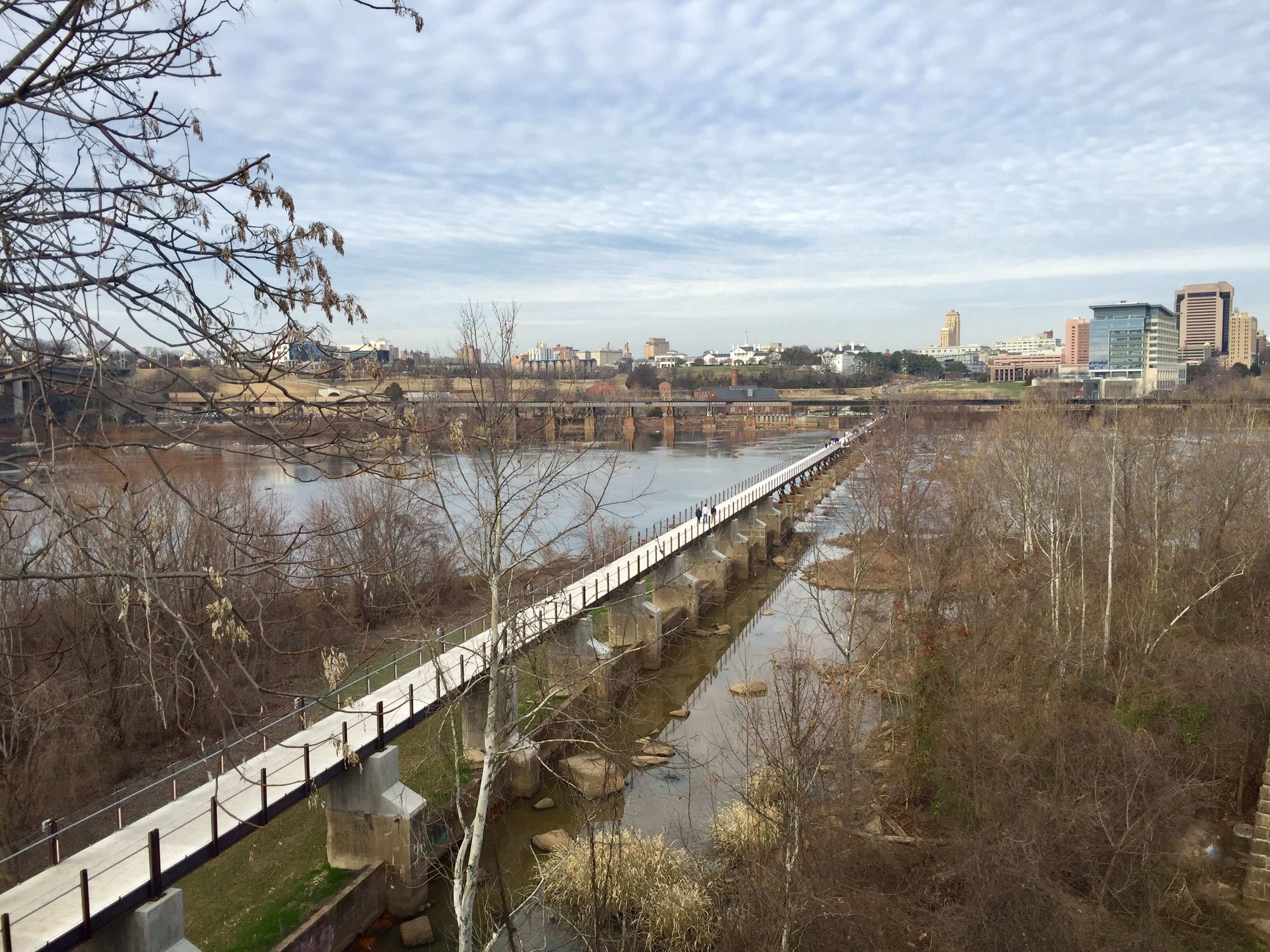
Die Tyler Potterfield Memorial Bridge aus Süden mit Blick auf den Central business district Richmonds

- Die Tyler Potterfield Memorial Bridge aus Süden mit Blick auf den Central business district RichmondsBrown's Island als Ausgangspunkt für verschiedene Trails, u. a. zur Geschichte der innerstädtischen Kanälen, die auf einen Entwurf George Washingtons zurückgehen. Zudem kann von dort aus über die instandgesetzte Tyler Potterfield Memorial Bridge das Südufer (Old Manchester) erreicht werden.
- Virginia Museum of History & Culture im Museum-District
- Das Science Museum of Virginia in unmittelbarer Nähe

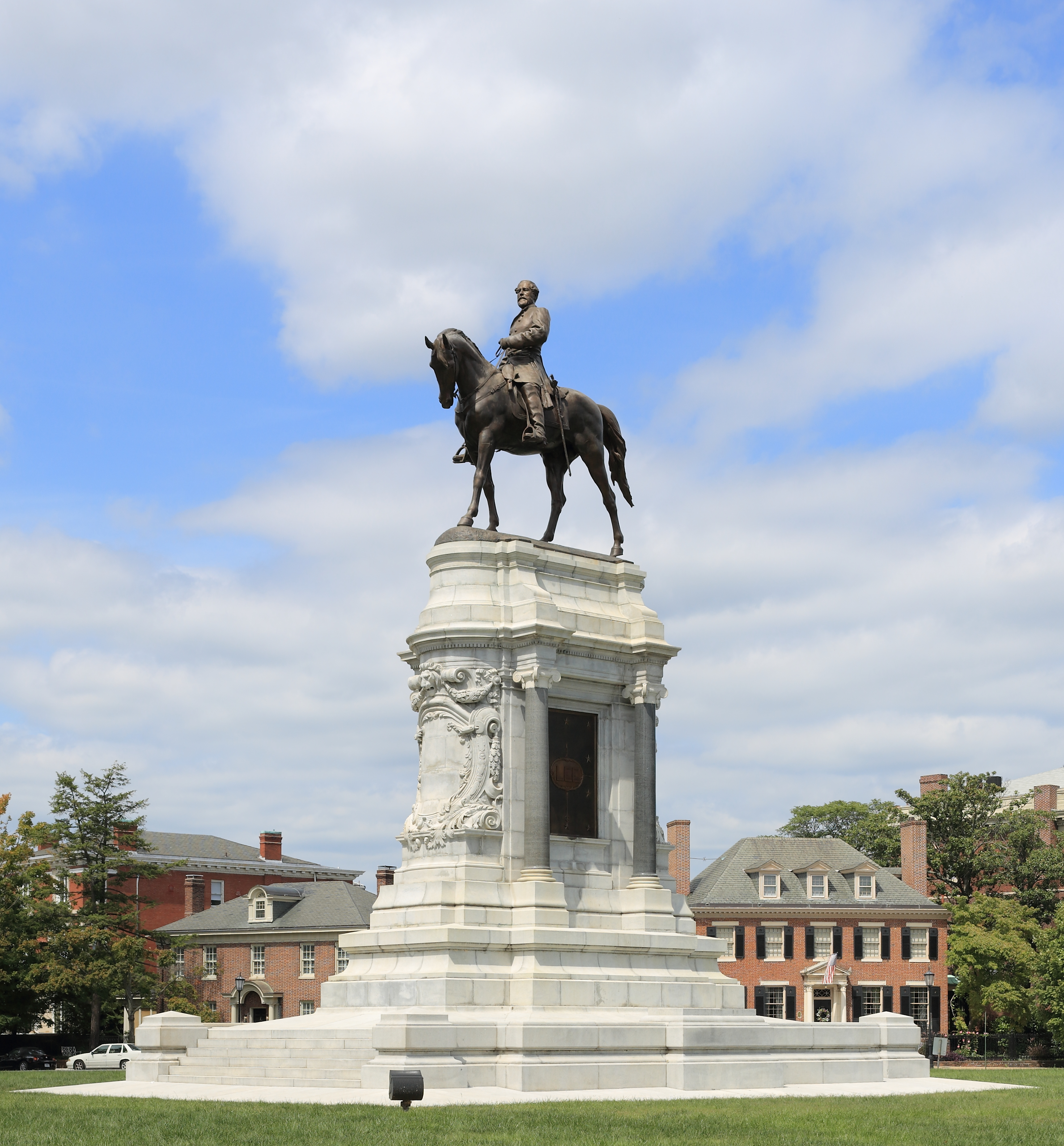
Überlebensgroße Statue Robert E. Lees in Richmond

- Überlebensgroße Statue Robert E. Lees in RichmondDas Robert E. Lee Monument an der ebenfalls sehr sehenswerten Monument Avenue
- Virginia State Capitol (seit 1788 Regierungssitz, wurde von Thomas Jefferson, dem dritten Präsidenten der USA entworfen)
- Museum of the Confederacy (Bürgerkriegsmuseum) einschließlich des White House of the Confederacy (Amtssitz des Präsidenten der Südstaaten während des Bürgerkrieges)
- Valentine Museum (Heimatmuseum)
- Tredegar Iron Works (modernes Industriemuseum)
- Edgar-Allan-Poe-Museum (Poe verbrachte einen Großteil seines Lebens in Richmond)
- St. Johns Church (1741)
- Monument Avenue (Prachtboulevard) mit aufwändigen Villen vom Ende des 19. Jahrhunderts
- Cathedral of the Sacred Heart (1903–1906)
- Statue des Tennisspielers Arthur Ashe in der Monument Avenue
- Virginia Holocaust Museum, Einsatzstelle des Österreichischen Gedenkdienstes
- Virginia Museum of Fine Arts (u. a. bedeutende Impressionisten-Sammlung)
- Das Science Museum of Virginia im alten Bahnhof, ein interaktives Wissenschaftsmuseum

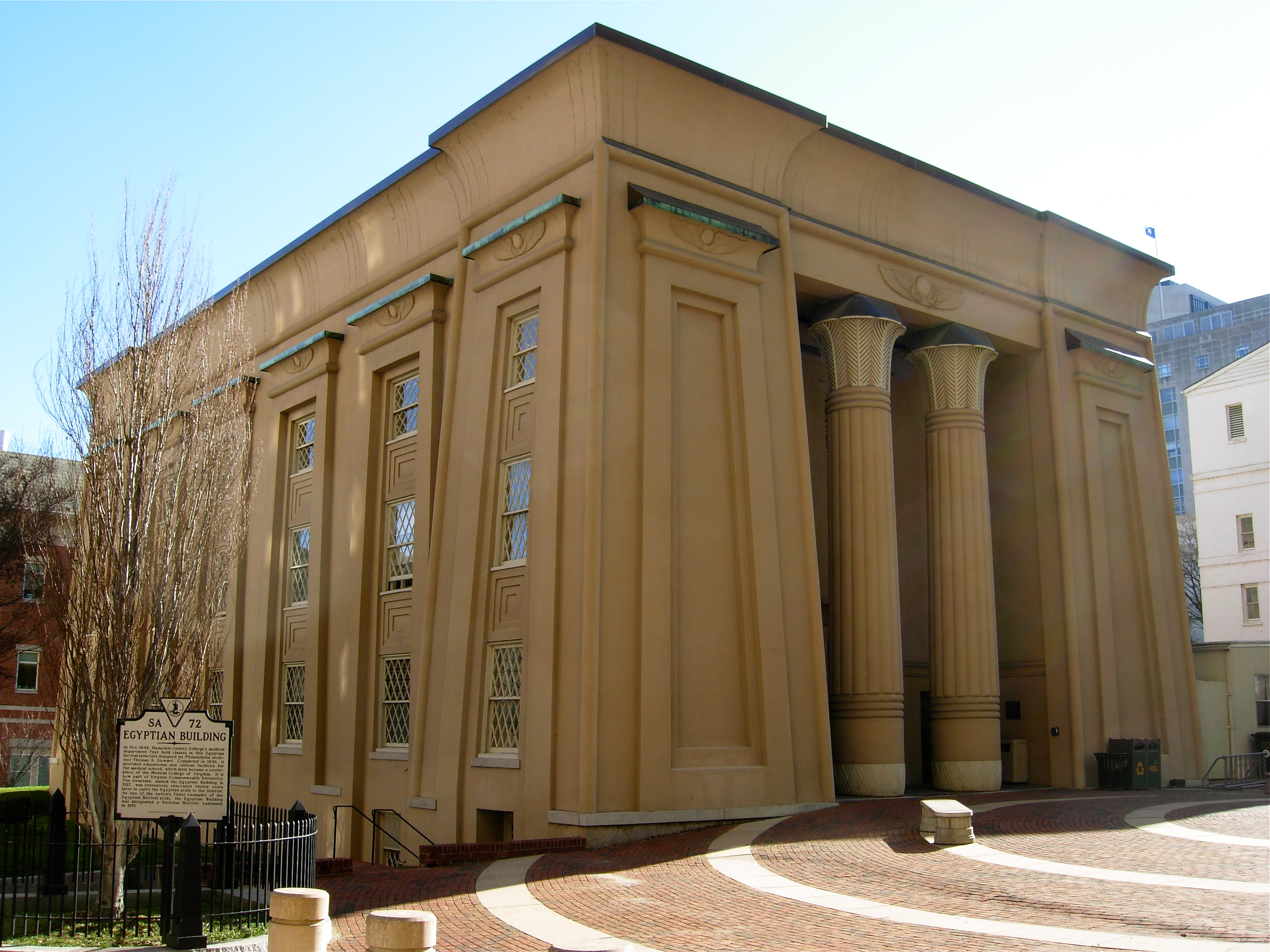
Egyptian Building (2012)

Der National Park Service weist für Richmond 17 National Historic Landmarks aus (Stand Dezember 2016), darunter das Virginia State Capitol, das Egyptian Building, das Governor’s Mansion und das James Monroe Tomb. 220 Bauwerke und Stätten der Stadt sind im National Register of Historic Places (NRHP) eingetragen (Stand 13. November 2018). Darüber hinaus verfügt Richmond über eine lange Geschichte der Wandmalerei. Murals zu verschiedenen (historischen, sozialen, politischen) Themen finden sich im gesamten Innenstadtbereich.

## Partnerstädte
- Olsztyn (Polen)
- Londoner Stadtbezirk Richmond (Vereinigtes Königreich)
- Saitama (Japan)
- Uijeongbu (Südkorea)
- Windhoek (Namibia)
- Zhengzhou (Volksrepublik China)

## Söhne und Töchter der Stadt
- Caroline Aaron (* 1952), Schauspielerin
- Birt Acres (1854–1918), Fotograf und Filmpionier
- Arthur Ashe (1943–1993), Tennisspieler
- Jennifer Aspen (* 1973), Schauspielerin
- David Baldacci (* 1960), Bestseller-Autor
- Warren Beatty (* 1937), Schauspieler, Regisseur, Drehbuchautor, Produzent
- Nell Blaine (1922–1996), Malerin
- Dan Blankinship (* ≈1980), Jazzmusiker
- Wes Borland (* 1975), Musiker und Gitarrist bei der Rockband Limp Bizkit
- James Plunky Branch (* 1947), Musiker
- Alan Campbell (1904–1963), Drehbuchautor
- Eric Cantor (* 1963), Politiker
- Hollis B. Chenery (1918–1994), Ökonom
- Jimmy Cox (1882–1925), Varieté-Künstler und Songwriter
- Henry Creamer (1879–1930), Songwriter
- Walter Davis junior (1932–1990), Jazz-Pianist, Komponist und Arrangeur
- Karen Lynne Deal (* 1957), Dirigentin
- Carroll Thomas Dozier (1911–1985), Bischof von Memphis
- Herbert L. Earnest (1895–1970), Generalmajor der United States Army
- Tommy Ellis (* 1947), Rennfahrer
- Mordecai Ezekiel (1899–1974), Agrarökonom
- Elinor Fair (1903–1957), Schauspielerin
- Julia Faye (1892–1966), Schauspielerin
- Peter Fisher (1944–2012), Autor und LSBTI-Aktivist
- Al Foster (1943–2025), Jazz-Schlagzeuger
- Paul Freeman (1936–2015), Dirigent
- Vince Gilligan (* 1967), Drehbuchautor, Filmproduzent und Regisseur
- Carroll Glenn (1918–1983), Violinistin
- Robert Gwathmey (1903–1988), Maler
- Townley Haas (* 1996), Schwimmer
- Major Harris (1947–2012), Soul-Sänger
- Rebecca Hazelton (* 1978), Dichterin und Anglistin
- Dave Hebner (1949–2022), Wrestling-Schiedsrichter
- Ray Hendrick (1929–1990), Autorennfahrer
- Charles A. Holt (* 1948), Ökonom
- Sofia Hublitz (* 1999), Schauspielerin
- Andre Ingram (* 1985), Basketballspieler
- Alice Jackson Stuart (1913–2001), Pädagogin und Hochschullehrerin
- Mickie Laree James (* 1979), Wrestlerin
- Bailey Jay (* 1988), transsexuelle Pornodarstellerin
- Cornelius Johnson (1943–2017), American-Football-Spieler
- Eddie Johnson (1919–1974), Automobilrennfahrer
- Domonic Jones (* 1981), Basketballspieler
- Frances Theodora Konitzky (1859–1940), Mäzenin
- Butch Lacy (1947–2018), Jazzmusiker und Komponist
- Nathaniel „Nat“ Lee (1954–2024), Musiker
- Arto Lindsay (* 1953), Gitarrist, Sänger, Musikproduzent und Klangkünstler
- James J. Lovelace (1948–2024), Generalleutnant der United States Army
- Shirley MacLaine (* 1934), Schauspielerin
- Frank McCarthy (1912–1986), Filmproduzent
- Harden M. McConnell (1927–2014), Chemiker
- Katherine McIntire (1876–1960), Malerin und Kunstpädagogin
- Aimee Mann (* 1960), Sängerin, Songwriterin, Gitarristin, Bassistin
- Mohammad Marandi (* 1966), iranisch-amerikanischer Amerikanist und Hochschullehrer
- Debbie Matenopoulos (* 1974), Journalistin, Talkshow-Moderatorin und Schauspielerin
- Charles L. Melson (1904–1981), Vizeadmiral der United States Navy
- Tony Middleton (1934–2024), Soul-, R&B- und Jazz-Sänger
- Perry Moore (1971–2011), Filmproduzent und Regisseur
- Thomas Moser (* 1945), amerikanisch-österreichischer Opernsänger
- Buddy Myers (1906–1967), Tontechniker
- William O’Connell (1929–2024), Schauspieler
- Hunter Parrish (* 1987), Schauspieler
- James Spriggs Payne (1819–1882), Präsident von Liberia
- Walter E. Pearson (1874–1941), Geschäftsmann und Politiker
- Carter Phillips (* 1988), Pokerspieler
- Lloyd Phillips (1905–1970), Jazzmusiker
- George Edward Pickett (1825–1875), Major-General in der Armee der Konföderierten Staaten
- Jose Elmer Porteria (* 1994), Fußballspieler
- John Powell (1882–1963), Pianist und Komponist
- John Rahm (1854–1935), Golfer
- John James Robertson Croes (1834–1906), Bauingenieur
- Bill Robinson (1877–1949), Steptänzer
- Michael Robinson (* 1983), American-Football-Spieler
- Alice T. Schafer (1915–2009), Mathematikerin und Hochschullehrerin
- Max Schnur (* 1993), Tennisspieler
- Jeffrey Hugh Schwartz (* 1948), Paläoanthropologe und Hochschullehrer
- Mabel Scott (1915–2000), R&B-Sängerin
- Meghann Shaughnessy (* 1979), Tennisspielerin
- Donald Smith (1943–2022), Jazzmusiker
- Garnett Smith (* 1937), Schauspieler
- Charlie Swanson (* 1998), Schwimmer
- Merdith W. B. Temple (1953–2020), Generalmajor der United States Army
- John Reuben Thompson (1823–1873), Dichter, Journalist, Herausgeber und Verleger
- Taylor St. Claire (* 1969), Pornodarstellerin
- Elizabeth van Lew (1818–1900), Spionin für die Unionsarmee
- Edward Cary Walthall (1831–1898), Konföderiertengeneral und US-Senator für Mississippi
- Leonard Ware (1909–1974), Jazzgitarrist und Komponist
- Douglas Wilder (* 1931), erster gewählter afro-amerikanischer Gouverneur eines US-Bundesstaats
- Paul S. Williams (1929–1995), Generalleutnant der United States Army
- Britton Wilson (* 2000), Leichtathletin
- Stan Winston (1946–2008), Maskenbildner, Filmregisseur und -produzent
- Tom Wolfe (1930–2018), Schriftsteller, Journalist, Kunst- und Architekturkritiker und Illustrator
- Michael Wright (* 2001), Volleyballspieler
- Constance Wu (* 1982), Schauspielerin

sowie:
- Avail, HC/Punkrock-Band
- Lamb of God, Metal-Band
- Municipal Waste, Thrash-Metal-Band
- Iron Reagan, Thrash-Metal-Band

## Klimatabelle
|                       | Jan  | Feb  | Mär  | Apr  | Mai  | Jun  | Jul   | Aug   | Sep  | Okt  | Nov  | Dez  |   |         |
| Mittl. Tagesmax. (°C) | 7,6  | 9,6  | 15,3 | 21,1 | 25,4 | 29,5 | 31,3  | 30,6  | 27,2 | 21,5 | 16,3 | 10,1 | ⌀ | 20,5    |
| Mittl. Tagesmin. (°C) | −3,5 | −2,2 | 2,4  | 7,0  | 12,3 | 17,1 | 19,7  | 19,1  | 15,0 | 8,1  | 3,3  | −1,2 | ⌀ | 8,1     |
|                       |      |      |      |      |      |      |       |       |      |      |      |      |   |         |
| Niederschlag (mm)     | 82,3 | 80,3 | 91,7 | 75,2 | 97,5 | 91,9 | 127,8 | 111,8 | 84,8 | 89,7 | 80,5 | 82,8 | Σ | 1.096,3 |
|                       |      |      |      |      |      |      |       |       |      |      |      |      |   |         |
| Sonnenstunden (h/d)   | 5,3  | 6,3  | 7,2  | 8,5  | 9,2  | 10,0 | 9,5   | 8,9   | 7,9  | 6,7  | 5,9  | 5,1  | ⌀ | 7,5     |
|                       |      |      |      |      |      |      |       |       |      |      |      |      |   |         |
| Regentage (d)         | 8,4  | 8,0  | 8,7  | 7,5  | 8,5  | 7,9  | 8,7   | 7,7   | 6,2  | 6,0  | 6,6  | 7,5  | Σ | 91,7    |
|                       |      |      |      |      |      |      |       |       |      |      |      |      |   |         |
| Luftfeuchtigkeit (%)  | 71   | 67   | 64   | 62   | 70   | 73   | 75    | 78    | 78   | 76   | 71   | 71   | ⌀ | 71,4    |

| −3,5 |

| −2,2 |

| 2,4 |

| 7,0 |

| 12,3 |

| 17,1 |

| 19,7 |

| 19,1 |

| 15,0 |

| 8,1 |

| 3,3 |

| −1,2 |

| −3,5 |

| −2,2 |

| 2,4 |

| 7,0 |

| 12,3 |

| 17,1 |

| 19,7 |

| 19,1 |

| 15,0 |

| 8,1 |

| 3,3 |

| −1,2 |